# Idea reinwardti
Idea reinwardti är en fjärilsart som beskrevs av Moore 1883. Idea reinwardti ingår i släktet Idea och familjen praktfjärilar. Inga underarter finns listade i Catalogue of Life.